# Pinhook
Pinhook és una població dels Estats Units a l'estat de Missouri. Segons el cens del 2000 tenia 48 habitants.

## Demografia
Segons el cens del 2000, Pinhook tenia 48 habitants, 20 habitatges, i 15 famílies. La densitat de població era de 132,4 habitants per km².
Dels 20 habitatges en un 35% hi vivien nens de menys de 18 anys, en un 40% hi vivien parelles casades, en un 35% dones solteres, i en un 25% no eren unitats familiars. En el 25% dels habitatges hi vivien persones soles el 10% de les quals corresponia a persones de 65 anys o més que vivien soles. El nombre mitjà de persones vivint en cada habitatge era de 2,4 i el nombre mitjà de persones que vivien en cada família era de 2,87.
Per edats la població es repartia de la següent manera: un 29,2% tenia menys de 18 anys, un 6,3% entre 18 i 24, un 29,2% entre 25 i 44, un 18,8% de 45 a 60 i un 16,7% 65 anys o més.
L'edat mediana era de 38 anys. Per cada 100 dones de 18 o més anys hi havia 70 homes.
La renda mediana per habitatge era de 15.417 $ i la renda mediana per família de 16.250 $. Els homes tenien una renda mediana de 23.750 $ mentre que les dones 16.250 $. La renda per capita de la població era de 10.114 $. Entorn del 47,1% de les famílies i el 55,4% de la població estaven per davall del llindar de pobresa.

## Poblacions més properes
El següent diagrama mostra les poblacions més properes.